# Horiuno
Horiuno (彫宇之?) (Edo, 1843 - Tokio, 1927) fue el nombre gremial de Kamei Unosuke (亀井宇之助?), un horishi (彫師 «tatuador»?) japonés especializado en hacer tatuajes de estilo tradicional, conocidos con el nombre de horimono. Algunos le consideran uno de los tatuadores más importantes del período Meiji.

## Biografía
Horiuno nació en 1843 en la ciudad de Edo con el nombre de Kamei Unosuke. Por aquella época los tatuajes ya estaban muy extendidos en Japón. Era hijo de un caballerizo de la familia Kishū Tokugawa. Los mozos de cuadra de entonces iban prácticamente desnudos, vestidos tan solo con un fundoshi (ふんどし «calzón japonés»?), y algunos llevaban todo el cuerpo tatuado. A Unosuke se le dio bien dibujar desde muy joven, tal vez influido por su padre, que era hombre aficionado al dibujo y lo practicaba como pasatiempo. Entre 1853 y 1854 se mudó a Hakon, coincidiendo con la muerte de su padre. A la edad de 18 años comenzó a frecuentar el distrito de placer de Fukuhara, en Kobe; allí comenzó ha realizar sus primeros tatuajes. Fue adoptado por la familia de una cortesana, pero a la edad de 25 años se independizó para mudarse a Nanba, Osaka. Allí se unió a la banda criminal Aizu no Kotetsu, que por aquel entonces contaba en Kansai con unos 2000 miembros. Con ellos siguió ejerciendo el oficio de tatuador hasta que se vio obligado a abandonarles, tras el asesinato de un compañero en una pelea.

## Trayectoria profesional
Al principio de su carrera como tatuador adoptó el seudónimo de Horiu (彫卯?), que más tarde cambió por el de Horiuno. En Osaka conoció a un tatuador llamado Horiichi, a quien pidió que le hiciese un tatuaje en la espalda y otro en el pecho. En la espalda hizo grabarse una escena del héroe popular Oniwakamaru, en la cual doblegaba por la fuerza a una carpa gigantesca; en el pecho se tatuó un dibujo de Unryū Kurō, un encantador de dragones protagonista del cuento Unryū Kurō Chūtoden. Mientras Horiichi trabajaba en su piel le observaba con mucho interés, prestando atención a las diversas herramientas que utilizaba, y fijándose en cómo manejaba la varilla de agujas impregnada en tinta, con el objetivo de mejorar su propia técnica. Aunque Horiuno llegó a declarar que no tuvo ningún maestro, se puede considerar que éste fue Horiichi, por la cantidad de veces que visitó su casa durante este periodo. En cierta ocasión, llegó incluso a reemplazarle en su trabajo mientras estaba enfermo, tatuando él mismo a sus clientes con resultados excepcionales. Debido a esto, Horiichi dejó su trabajo como tatuador y se dedicó a la carpintería, oficio que ya desempeñó mucho antes de empezar a tatuar, permitiendo que Horiuno le tomase el relevo. 
A causa de su afición al juego Horiuno perdió todo su dinero en las apuestas, y tuvo que huir a Gion, Kyoto, donde se casó con una geisha. En este momento el palacio imperial se trasladó a Tokio, y debido a ello muchos artesanos abandonaron Kyoto para irse allá. Horiuno decidió mudarse a la capital y dejar a su esposa en Gion. Durante su peregrinaje hacia Tokio hizo escala en Shizuoka, donde encontró a un amigo de la infancia que le aconsejó que se quedase en la ciudad, pues había gran demanda de tatuadores. Permaneció allí de 1872 a 1882.  Uno de sus clientes fue Koizumi Matajirō, el abuelo del ex primer ministro Koizumi Junichirō. Koizumi Matajirō tenía un tatuaje que representaba a una mujer con una daga en la boca, por lo que fue apodado irezumi daijin (入れ墨大臣 «el ministro del tatuaje»?)
En 1892 Horiuno dejó Shizuoka y se fue a vivir cerca del puente Imagawabashi de Kanda, en Tokio, donde se reunió con su esposa. En ese momento empezó a superar en fama a otro conocido tatuador llamado Horiken, un antiguo escultor de marfil. En 1902 se fundó una peña llamada Kanda chōyūkai (江戸彫勇会?) —luego Edo chōyūkai—, formada por personas tatuadas por Horiuno que solían organizar eventos y reuniones. En algunas ocasiones, Horiuno visitaba hoteles de Yokohama para tatuar a los extranjeros alojados en la ciudad, pues su fama se había propagado fuera de las fronteras de Japón, y eran muchos quienes deseaban llevar sus tatuajes. En estos casos, le solicitaban temas diferentes a los usuales en el tatuaje clásico japonés, y en lugar de héroes del Suikoden o representaciones inspiradas en el ukiyo-e, preferían tatuarse por ejemplo figuras de águilas, serpientes y flores. Al príncipe británico Arturo de Connaught le tatuó en la espalda una imagen de Fudō Myō-ō.
A los 71 años Horiuno se mudó a Ushigome-Kagurazaka, donde siguió tatuando hasta que fue descubierto por las autoridades el 22 de diciembre de 1923. En ese periodo hacer tatuajes era ilegal en Japón, por lo que la policía saqueó su casa mientras él estaba ausente, confiscó sus herramientas y los diseños de sus tatuajes. Posteriormente, cuando fue hallado por los agentes, fue sancionado y detenido durante 4 días. Este incidente tuvo lugar a raíz de que un cliente de un baño público, fue descubierto por la policía mientras alardeaba de un tatuaje suyo. Horiuno abandonó el oficio de tatuador a las edad de 82 años y se retiró a Nakano, donde murió 3 años después.

Los tres maestros del tatuaje mas importantes del período Meiji fueron, en primer lugar, Horiiwa; en segundo lugar, Hurikane —también conocido por ser un artesano que realizaba grabados en madera y marfil—; y, en tercer lugar, Horiuno, cuyo nombre real era Kamei Unosuke. Con Horiuno se inauguró un famoso linaje de maestros del tatuaje. Refiriéndose al célebre maestro Horiuno, un artículo de periódico de 1947 declaró que «el maestro tatuador nacido en Tokio ayudó a elevar la decoración corporal hasta un nivel artístico. Lo hizo incorporando al tatuaje la técnica del sombreado y la pintura en perspectiva, y ajustando sus diseños a las formas del cuerpo humano».
Van Gulik 1982: 90